# لوئیس‌تاون (اوهایو)
لوئیس‌تاون (به انگلیسی: Lewistown) یک منطقهٔ مسکونی در ایالات متحده آمریکا است که در شهرستان لوگان، اوهایو واقع شده‌است. لوئیس‌تاون ۶۹۳ نفر جمعیت دارد.